# Tobias Utterman

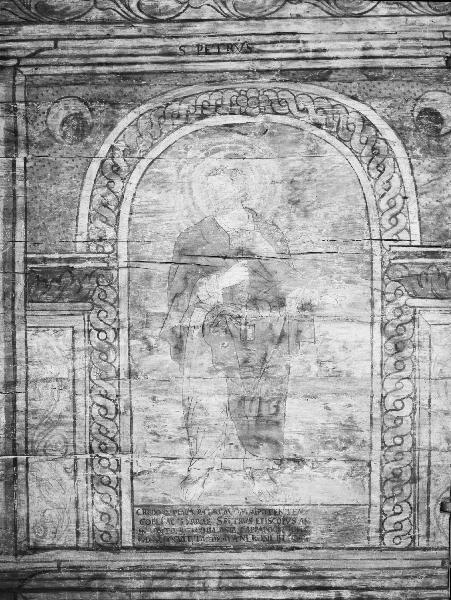
Målningar i Karlskoga kyrka.

Tobias Utterman var en svensk målarmästare och kyrkomålare, verksam i början av 1700-talet. 
Utterman som var verksam i Kristinehamn intog en mellanställning mellan de anslutna mästarna till Göteborgs Målareämbete och Stockholms målarämbete eftersom han var verksam i trakterna för de båda målarämbetenas gränser. Bland hans bevarade målningar märks utsmyckningarna i Karlskoga kyrkas kor där han 1723 har återgivit Treenigheten, Korsbärandet, Helvetet, Jesu dop och Getsemane som omges av änglar och språkband utförda 1725–1725. Han anlitades 1728 av Rudskoga kyrka där han utförde vägg- och takmålningar av tak samt dekorationsmålning av lösa föremål som bänkar med mera som inte finns bevarade. 